# Rhaphidorrhynchium tegeticola
Rhaphidorrhynchium tegeticola är en bladmossart som beskrevs av Brotherus 1925. Rhaphidorrhynchium tegeticola ingår i släktet Rhaphidorrhynchium och familjen Sematophyllaceae. Inga underarter finns listade i Catalogue of Life.